# Království Tung-ning
Království Tung-ning (znaky tradičně 東寧王國, zjednodušeně 东宁王国, pinyin Dōngning Wángguó, český přepis Tung-ning wang-kuo), také někdy nazývané království Čeng (čínsky tradičně 鄭氏王朝, zjednodušeně 郑氏王朝, pinyin Zhèngshì wángcháo) nebo království Jen-pching (延平王國, Yánpíng wángguó) byl stát na Tchaj-wanu existující v letech 1662–1687 jako centrum odporu obyvatel věrných dynastii (jižní) Ming v boji proti mandžuské dynastii Čching.
V čele státu stáli Čeng Čcheng-kung, jeho syn Čeng Ťing a vnuk Čeng Kche-šuang. Politické uspořádání bylo podobné mingskému, kulturně se jednalo o první čínský stát na Tchaj-wanu (jelikož jej vytvořili čínští, přesněji chanští uprchlíci z pevniny). Předpokládá se, že v době vládnutí rodiny Čeng počet obyvatel dosáhl přibližně 120 000.
Ve stejné době na Tchaj-wanu existovaly další nezávislé státy, jako například domorodé království Middag.